# 雷蒂罗兰迪亚
雷蒂罗兰迪亚是巴西巴伊亚州的一个市镇。总面积203.786平方公里，总人口10593人，人口密度52人/平方公里。